# Kerprich-lès-Dieuze
Pour les articles homonymes, voir Kerprich-aux-Bois et Kerprich-Hemmersdorf.
Kerprich-lès-Dieuze est une ancienne commune française du département de la Moselle. Elle a fusionné en 1973 avec Guénestroff pour former la nouvelle commune de Val-de-Bride.

## Histoire
Le fief de Kerprich relevait de la châtellenie de Dieuze dans le bailliage d'Allemagne ; il fut érigé en baronnie en 1726.
Le 1er mars 1973, la commune de Kerprich-lès-Dieuze est rattachée à celle de Guénestroff qui devient Val-de-Bride.

## Démographie
| 1793 | 1800 | 1806 | 1821 | 1831 | 1836 | 1841 | 1846 | 1851 |
| ---- | ---- | ---- | ---- | ---- | ---- | ---- | ---- | ---- |
| 280  | 263  | 323  | 358  | 354  | 438  | 469  | 466  | 462  |

| 1856 | 1861 | 1872 | 1876 | 1881 | 1886 | 1891 | 1896 | 1901 |
| ---- | ---- | ---- | ---- | ---- | ---- | ---- | ---- | ---- |
| 412  | 407  | 365  | 379  | 438  | 414  | 426  | 424  | 391  |

| 1906 | 1911 | 1921 | 1926 | 1931 | 1936 | 1946 | 1954 | 1962 |
| ---- | ---- | ---- | ---- | ---- | ---- | ---- | ---- | ---- |
| 368  | 376  | 290  | 252  | 253  | 277  | 265  | 230  | 272  |

| 1968 | - | - | - | - | - | - | - | - |
| ---- | - | - | - | - | - | - | - | - |
| 235  | - | - | - | - | - | - | - | - |